# ムクシ
ムクシは、明朝後期の建州女直で、アイシン･ギョロ氏。清太祖ヌルハチの第四女。
はじめウラ国主ベイレブジャンタイに降嫁したが、ヌルハチによる征討でウラが滅亡すると、開国五大臣のひとりエイドゥに再嫁し、エイドゥ死後はその第八子・圖爾格に再々嫁した。子に康熙帝の輔政四大臣のひとりエビルン、孫娘に康熙帝孝昭仁皇后。

## 略歴

### 初婚と離縁
明萬曆35年1608の烏碣岩での戦役でウラを大敗させたヌルハチは、さらなる打撃を与えようと翌36年1608、長子チュイェンらを派遣し、難攻不落と言われたウラの要塞、イハン山城を攻略させた。驚懼したウラ国主ベイレブジャンタイはヌルハチに媾和を求め、姻戚関係の強化のためにヌルハチの娘を妻りたいとせがんだ。ブジャンタイはこの頃までに、エシタイ・オンジェ姉妹 (ともにシュルハチ女) をヌルハチから妻として与えられていたが、この時、ブジャンタイ三人目の妻として白羽の矢が立ったのがムクシであった。
しかしブジャンタイはイェヘとヌルハチとの間で叛服常なく、ヌルハチへの反感は妻へも向けられた。萬曆40年1612にはイェヘ西城の故主ブジャイの女 (明に所謂「北關老女」) を巡って二人目の妻オンジェに鏑矢を当て、怒ったヌルハチの親征により諸要塞を潰された。しかしそれに懲りず翌41年1613にはオンジェとムクシを監禁しようとした為、またもヌルハチの親征により今度はウラ居城が制圧され、将兵を失った末にイェヘへ亡命した。国主を失ったウラ領民がことごとくヌルハチに帰順し、滿洲マンジュに編入されたことで、ウラは滅亡した。

### 再婚と三婚
ニョフル氏エイドゥ (開国五大臣の一人) はウラ討滅戦の後、ヌルハチから「和碩公主」を妻として与えられた。この「和碩公主」がすなわちムクシとされる。ムクシはウラ滅亡に伴い、エシタイ・オンジェ姉妹とともに滿洲マンジュに帰還し、エビルン (康熙帝の輔政四大臣の一) を含む二子一女をもうけた。エイドゥの逝去後はエイドゥ第八子・圖爾格に再嫁したとされる。これは当時の満洲族に遺っていた「父妻子婚」、すなわち孀となった女性が夫の子に再嫁するという風習に従ったものである。

### 娘の懐妊詐欺騒動
崇德2年1637旧暦5月、ムクシとエイドゥの女はチュイェンの子・尼堪に嫁いだ。側室をとらせまいと、他人の子を自分の子と偽ったのが発覚し、ムクシの娘を含む関係者六名が死を賜わった。ムクシは死罪こそ免れたものの、和碩公主の地位を剥奪され、三夫・圖爾格との離縁を迫られ、里にひきとられて同父母兄・巴布泰と同父母弟・巴布海の扶養を受けた。圖爾格も死罪を免れたが、世職を剥奪された。エビルンは母ムクシと死を賜わった妹を庇い、和碩鄭親王に対し承政を告訴したために、襲承した昂邦章京の世職を解かれた。尼堪は無罪を言い渡された。

## 子女

### 子
- 子・エビルン：エイドゥ第十六子。[5]
  - 孫女・孝昭仁皇后：康熙帝継后。
  - 孫女・溫僖貴妃：康熙帝妃。
    - 曾孫・胤䄉：康熙帝皇十子。
- 子・索索歡費揚古：エイドゥ第十七子。夭折。[5]

### 女
- 名不詳：エイドゥ女。尼堪貝子妻。[5]

## 脚註

### 典拠
1. ↑  “戊申年三月”. 太祖武皇帝實錄. 2. "布占太遣大臣來求曰「吾累次背盟獲罪於恩父誠無顏面若得恩父之女與我爲妻吾永賴之。」太祖復將生女木庫石公主妻之遣侍臣以禮儀往送"
2. 1 2  “戊申歲萬曆36年1608 3月/段72”. 滿洲實錄. 3. "布占泰遣其臣來求曰「吾累次背盟獲罪於恩父誠無顏面若得恩父之女與我爲妻吾永賴之」太祖復將生女穆庫什公主妻之遣侍臣以禮儀徃送"
3. ↑  “一等子敕書”. 衍慶錄. 3. "太祖優遇之。初妻以族妹。後滅烏喇國。復以和碩公主妻焉。"
4. ↑  “額亦都列傳”. 滿州名臣傳. 1下. "初妻以宗女後尚和碩公主"
5. 1 2 3 4   鑲黃旗滿州鈕祜祿氏弘毅公勲績. 上. pp. 22-24
6. ↑  “將帥1 (額亦都子圖爾格)”. 國朝耆獻類徵初編. 262. 明文書局. pp. 169-174. "二年閏四月以罪黜初圖爾格尚和碩公主公主所生女爲貝勒尼堪福晉福晉無子詐取僕女爲女至是事敗圖爾格以坐罪論死得旨免削職二年八月仍令攝都統事"
7. ↑  “崇德2年16375月28日/段2146”. 太宗文皇帝實錄. 35

### 註釈
1. ↑  萬曆23年に生まれ同35年に降嫁したムクシ当時の年齢は数えで14歳前後。アジアでは旧くは14歳で成人とみなされた。

## 文献

### 実録
＊中央研究院歴史語言研究所版 (1937年刊行)
- 覺羅氏勒德洪『太祖高皇帝實錄』(漢) (崇徳元年1636)
- 編者不詳『滿洲實錄』(漢) (乾隆46年1781)
  - 『ᠮᠠᠨᠵᡠ ᡳ ᠶᠠᡵᡤᡳᠶᠠᠨ ᡴᠣᠣᠯᡳmanju i yargiyan kooli』(満) (乾隆46年1781)
    - 今西春秋『満和蒙和対訳 満洲実録』刀水書房 (昭和13年1938訳, 1992年刊)

### 史書
- 『鑲黃旗滿州鈕祜祿氏弘毅公家譜 (勲績)』(漢)
- 愛必達『衍慶錄』(漢)
- 『滿洲名臣傳』(漢) 国子監 ＊昌平坂学問所
- 李 恒『國朝耆獻類徵初編』(漢) (光緒16年1890) ＊明文書局版
- 趙 爾巽『清史稿』(漢) 清史館 (民国17年1928) ＊中華書局

### 論文
- 『故宫博物院院刊』1984-2期, 李鳳民「和硕公主穆库什的婚配问题」